# ĒlDLIVE
ēlDLIVE (яп. エルドライブ Эрудорайбу) — манга Акиры Амано. Начала публиковаться в августе 2013 года в онлайн-журнале Jump Live, а с сентября 2014 года её стали выпускать в цифровом виде в Shonen Jump+. По состоянию на 31 декабря 2016 года, всего выпущено 7 томов манги. Аниме-адаптация, созданная студией Pierrot, транслировалась с января по март 2017 года.

## Сюжет
История повествует об ученике по имени Тюта Коконосэ, который постоянно разговаривает сам с собой, при этом слыша неизвестные голоса, которые никто не в состоянии услышать.
Однажды неожиданно появился странный синий инопланетянин по имени Чипс, который завербовал его в космическую полицию, так как он соответствовал всем требованиям. Во время своего вступительного испытания он обнаружил, что голос, который он слышит, на самом деле исходит от маленького белого пришельца, живущего в его теле, которого он позже назвал Долугом. При этом он был в состоянии завершить свой экзамен, используя мощности под названием SPH (космический феромон), используемый только инопланетянами. Теперь Тюта, ставший офицером, вместе со своей коллегой и одноклассницей Мисудзу Сонокатой, а также остальными подопечными со станции Солнечной системы должны работать вместе, чтобы защитить вселенную от коварных и опасных преступников.

## Персонажи
Тюта Коконосэ (яп. 九ノ瀬 宙太 Коконосэ Тю:та) — главный герой этой истории. Тюте четырнадцать лет, он студент второго курса в средней школе Сирабори. Он был принят на работу в Эльдлайв Чипсом и стал сотрудником 2 отдела и 1 ранга в департаменте уголовного розыска на космической станции Солнечной системы. Его партнёрами стали одноклассница Мисудзу Соноката и Чипс. Тюта также является симбиотическим хозяином некого пришельца по имени Долаг, который оказывается голосом, который может услышать только он. Тюта изначально очень замкнутый и интровертный мальчик с низким уровнем уверенности в себе, у которого нет друзей из-за произошедшего в детстве случая, когда четверо его друзей погибли, упав со скалы, и будучи изолированными от своих сверстников из-за его склонности говорить вслух, который заставил людей думать, что он странный. Он начинает расти из-за этого и медленно получает больше уверенности в себе из-за борьбы с преступниками и спасением людей в качестве офицера Эльдлайва с Мисудзу и Долугой. Его родители умерли, когда он был маленьким и с тех пор он жил со своей тетей. Он очень хорош во всех вещах, связанных с домашней экономикой, потому что у него было много практики у себя дома, так как его тетя Мими не очень хорошо делает работу по дому.
Сэйю: Аюму Мурасэ
Мисудзу Соноката (яп. 其方 美鈴 Соноката Мисудзу) — офицер 3 ранга 2 отдела уголовного розыска, одноклассница Тюты, а также его напарница в команде. Мисудзу очень серьёзно относится ко своей работе.
В школе она является студенткой, популярной среди мальчиков. Причиной её присоединения к Эльдлайв стало то, что она отказалась идти по пути её отца. Она потеряла ценность за шесть месяцев воспоминаний из-за её роли в качестве пациента в проекте под названием «Такламакан». Её операция вызывала остаточные болезни, и именно из-за этого она должна принимать таблетки, чтобы предотвратить их, хотя она не знает их истинной цели, думая, что эти таблетки являются адаптацией к окружающей среде. Сама Мисудзу относилась к Тюте, когда он впервые присоединился к Эльдлайв, очень холодно, поскольку считала, что он не будет принимать работу всерьез. Мизусу также дружит с Вероникой и Ниночкой, потому что они присоединились к Эльдлайв.
Её феромон принимает форму светящихся пурпурных колец.
Сэйю: Саори Хаями

### Окружная станция солнечной системы ĒlDLIVE
Лэйн Брик (яп. レイン・ブリック Рэйн Бурикку) — глава окружной станции Солнечной системы. Он носит повязку, чтобы скрыть его искусственный глаз, который способен посылать сигналы SPH в отдалённые места. Он имеет дружественную, беззаботную индивидуальность, но при этом он показывает намеки более загадочной, коварной личности. Тем не менее, он много и часто заботится о своих подчинённых. Он является одним из немногих в команде, кто знает прошлое Мисудзу. По неизвестным причинам, он не любит Мадигана.
Сэйю: Тацухиса Судзуки
Чипс (яп. チップス  Типпусу) — маленький синий пришелец, который является лидером отдела 2, именно привёл Тюту к Эльдлайв. Он имеет звание помощника инспектора, а также выступает в качестве поддержки во время разных случаев и ситуаций. Антенна на его голове позволяет ему снимать различные типы феромона, один из которых позволяет людям перенестись с места на место. Он очень добропорядочный, при этом он очень любит пить зелёный чай.
Сэйю: Дайки Кобаяси
Вероника Боровчик (яп. ベロニカ・ボロズウィック Бэроника Бородзувикку) — Помощник инспектора 5 отдела уголовного розыска. Вероника является вспыльчивой девушкой, которая ненавидит проигрывать. Она любит конкурировать с другими людьми, даже когда ловит преступников. Она и Мисудзу, в частности, являются давними соперницами ещё со времен вступления в Эльдлайв. Также любит дразнить людей, особенно Мисудзу.
Сэйю: Рихо Иида
Ниночка (яп. ニノチカ Нинотика) — Офицер 3 ранга 5 отдела Уголовного розыска. У неё чёрные и длинные волосы. Полное имя — Нина Михайловна Павлова (яп. ニーナ・ミハイロヴナ・パーヴロヴァ Ни:на Михайровуна Па:вурова).
Сэйю: Линн
Мэл Риггс (яп. メェル・リッグス  Мээру Риггусу) — заместитель начальника районной полиции солнечной системы.
Сэйю: Кэнъитиро Мацуда
Профессор Исаак (яп. イサク教授 Исаку Кё:дзю) — доктор космической станции Эльдлайв. В его особенности входит оказание медицинской помощи должностным лицам.
Сэйю: Соити Абэ
Мелиес (яп. メリエス Мэриэсу) — полицейский, класса чужой. Когда-то работал в лаборатории SPH.
Сэйю: Масааки Ихара
Шеронимо (яп. シェロニモ Серонимо)
Сэйю: Томотака Хатисука
Маддиган (яп. メェル・リッグス) — Глава следственного отдела. Несмотря на то, что он сам это не признаёт, в слухах он считается самым сильным в области цивилизации Е. Л., Мадиган использует боевые искусства, которые, как полагают, используется только для основателя клана, потому что это считается слишком особенным.
Сэйю:
Гарри (яп. ハリー Хари:) — полицейский неизвестного класса. Гарри является маленьким пришельцем с треугольной головой. В нём содержится несколько человек, но все они объединены в одного Гарри.
Сэйю: Нико
Тонто Арт Тонт (яп. トント・アート・トント Тонто А:то Тонто) — полицейский оператор. Тонто представляет собой Кошка-образную девушку со звезды Саски. Её возраст составляет 26 лет, а рост 171 см.
Сэйю: Эрико Мацуи
Доктор Лав (яп. Dr.ラヴ Докута: Рабу) — Доктор Лав был одним из величайших учёных, которые в прошлом помогали Эльдлайв своими исследованиями и изобретениями в ловле преступников. Он создатель проекта «Такламакан», который был рядом экспериментов по пересадке органов генерирующих Космические феромоны (SPH). . В школе скрывается под псевдонимом Акуносукэ Такура. Полное имя — Такламакан Стрейндж Лав (яп. タクラマカン・ストレインジ・ラヴ Такурамакан Суторэйндзи Рабу). Настоящий возраст — 501 год, однако в результате перестроения плоти стал 14-летним подростком.

### Штаб
Киэси (яп. キエシ Киэси) — полицейский Эльдлайва и босс дождя.

### Матери
Беллаго (яп. ベラルゴ Бэраго)
Дэйли Лайм (яп. ダリイ・ライム Дарии Райму)

## Медиа-издания

### Манга
Манга за авторством Акиры Амано начала публиковаться в августе 2013 года в цифровом формате журнала Jump Live издательства Shueisha, а после выходила в журнале Jump+ того же издательства с сентября 2014 года. Первый том манги в формате танкобона был выпущен 4 декабря 2013 года. По состоянию на 31 декабря 2016 года, всего выпущено 7 томов.
Список томов
| № | Дата публикации      | ISBN               |
| - | -------------------- | ------------------ |
| 1 | 4 декабря 2013 года  | ISBN 9784088708874 |
| 2 | 2 мая 2014 года      | ISBN 9784088801162 |
| 3 | 4 февраля 2015 года  | ISBN 9784088802886 |
| 4 | 4 августа 2015 года  | ISBN 9784088805375 |
| 5 | 5 марта 2016 года    | ISBN 9784088805955 |
| 6 | 5 августа 2016 года  | ISBN 9784088807683 |
| 7 | 31 декабря 2016 года | ISBN 9784088808970 |

### Аниме
Об аниме-адаптации было объявлено в январе 2017 года. Сериал создавался на студии Pierrot под руководством режиссёров Такэси Фуруты и Томои Танаки. Сценарий к аниме написан Тосимицу Такэути, дизайн персонажей разработан Хан Сын А и Кэйитиро Мацуи, композитором является Ясухару Таканаси. Аниме транслировалось с 8 января по 26 марта 2017 года.
Открывающей композицией является песня «Our sympathy» в исполнении певицы Alfakyun, а закрывающую композицию под названием «Kimi no Koe ga...» (яп. キミノコエガ…。 Кими но Коэ га...) исполняет группа The Super Ball.

#### Список серий
| № серии | Название                                                                                            | Дата премьеры        |
| ------- | --------------------------------------------------------------------------------------------------- | -------------------- |
| 1       | Тюта, голос и квалификационный экзамен «Тю:та то Коэ то Сайё: Сикэн» (宙太と声と採用試験)           | 8 января 2017 года   |
| 2       | Суперклассная космическая девушка «Су:па: Ку:ру Супэ:су Га:ру» (スーパー・クール・スペース・ガール) | 15 января 2017 года  |
| 3       | После шоплифтера! «Мамбики Хан о Оэ!» (万引き犯を追え！)                                            | 22 января 2017 года  |
| 4       | Преследователь из прошлого: часть 1 «Како кара но Цуйгэки Ся: Соно Ити» (過去からの追撃者・その１)  | 29 января 2017 года  |
| 5       | Преследователь из прошлого: часть 2 «Како кара но Цуйгэки Ся: Соно Ни» (過去からの追撃者・その２)   | 5 февраля 2017 года  |
| 6       | Что-то, во что можно верить: часть 1 «Синдзи Рарэрумоно: Соно Ити» (シンジラレルモノ・その１)       | 12 февраля 2017 года |
| 7       | Что-то, во что можно верить: часть 2 «Синдзи Рарэрумоно: Соно Ни» (シンジラレルモノ・その１)        | 19 февраля 2017 года |
| 8       | Что-то, во что можно верить: часть 3 «Синдзи Рарэрумоно: Соно Сан» (シンジラレルモノ・その３)       | 26 февраля 2017 года |
| 9       | Ложь Мисудзу «Мисудзу но Усо» (美鈴の嘘)                                                            | 5 марта 2017 года    |
| 10      | Схвати это лицо «Ано као о Цукамаэро» (あの顔をつかまえろ)                                          | 12 марта 2017 года   |
| 11      | Твой голос... «Кими но Коэ га» (キミノコエガ･･･)                                                    | 19 марта 2017 года   |
| 12      | Наша симпатия (Our sympathy)                                                                        | 26 марта 2017 года   |